# Frente de Liberación Popular
Frente de Liberación Popular (FLP) més conegut per FELIPE, fou una organització política antifranquista que va actuar a Espanya entre 1958 i 1969, a causa del fracàs en la implantació en l'interior de les formacions polítiques d'esquerres tradicionals a causa de la repressió, com ara el PSOE, el PCE, la UGT, la CNT i el POUM, a més d'oferir una visió nova del socialisme no sorgida necessàriament de la tradició republicana.
La majoria dels seus components provenien de les formacions estudiantils clandestines de les universitats i fou el gresol d'algunes de les opcions polítiques de renovació de l'esquerra espanyola coincident amb la revisió de les teories comunistes més lligades a la Unió Soviètica per concepcions pròximes a models de socialisme democràtic radical de caràcter occidental, així com cristians de base. Entre les seves característiques destacaven les mobilitzacions a favor de la renovació socialista que es vivia a França o Itàlia, així com el suport als moviments que sorgien al Tercer Món com a Cuba o Palestina o les crítiques a l'intervencionisme soviètic a Hongria i Txecoslovàquia.
Les actuacions dels seus militants es van plasmar en edicions d'obres prohibides en l'època d'autors prohibits com Herbert Marcuse o André Gorz. Entre els seus membres es trobaven Julio Cerón Ayuso, que fou el seu màxim dirigent, Manuel Vázquez Montalbán, el jove Miquel Roca i Junyent, José Luis Leal Maldonado (que fou Ministre de la Unió de Centre Democràtic), Vicente Albero Silla, Ángel Abad o José Ramón Recalde. Entre les seves accions va destacar el suport a la vaga general convocada pel Partit Comunista d'Espanya el 18 de juny de 1959. També hi militava Enrique Ruano Casanova, estudiant de Dret mort en estranyes circumstàncies mentre estava detingut per la policia.
A Catalunya el seu equivalent era el Front Obrer de Catalunya, i al País Basc l'Euskadiko Sozialisten Batasuna (ESB).